# Реакція Дакіна-Веста
Реакція Дакіна-Веста - реакція в органічній хімії названа на честь англійського хіміка Генрі Драйсдейла Дакіна та американського гематолога Рендольфа Веста. Це реакція з перетворення α-амінокислоти в α-ацетамідо-кетон з використанням оцтового ангідриду та основи (наприклад, піридину). Зазвичай утворюються рацемічні амінокетони. Шрейнеру та його колегам вдалося вперше розробити енантіоселективний варіант цієї реакції.
Реакцію не слід плутати з реакцією Дакіна.

## Механізм реакцій
Механізм реакції включає ацилювання і активацію кислоти 1 до утворення змішаного ангідриду 3. Амід виступає як нуклеофільний реагент для циклізації до азлактону 4. Депротонування призводить до утворення аніона 5, і подальше ацилювання відкриває кільце з утворенням етеру 7. Подальше декарбоксилювання дає кінцевий кето-амідний продукт 10.
У реакції піридин виступає як основа та/або розчинника, повинен використовуватися зі зворотним холодильником. Коли додають каталітичні кількості 4-диметиламінопіридину (ДМАП), реакція також проходить при кімнатній температурі.